# Ta peau si lisse
Pour plus de détails, voir Fiche technique et Distribution.
Ta peau si lisse est un film canadien réalisé par Denis Côté, sorti en 2017.

## Synopsis
Le documentaire suit six culturistes de haut-niveau qui se préparent pour une compétition.

## Fiche technique
- Titre français : Ta peau si lisse
- Réalisation et scénario : Denis Côté
- Photographie : François Messier-Rheault
- Montage : Nicolas Roy
- Pays d'origine : Canada
- Format : Couleurs - 35 mm - 1,78:1
- Genre : documentaire
- Durée : 93 minutes
- Date de sortie :
  -  Suisse : 4 août 2017 (Festival international du film de Locarno 2017)

## Distribution
- Jean-François Bouchard : lui-même
- Cédric Doyon : lui-même
- Benoit Lapierre : lui-même
- Maxim Lemire : lui-même
- Alexis Légaré : lui-même
- Ronald Yang : lui-même
- Alexandre Auger : lui-même (non créditée)
- Robin Strand : lui-même (non créditée)

## Distinctions
- Meilleure direction de la photographie d'un long métrage documentaire, 20e gala Québec Cinéma, François Messier-Rheault[2]